# 2-га армія (Франція)
2-га а́рмія  (фр. 2e Armée) — польова армія сухопутних військ Франції за часів Першої та Другої світових війн.

## Історія
2-га французька армія була сформована 2 серпня 1914 року у відповідності до французького плану XVII підготовки до збройного конфлікту з Німецькою імперією.

## Командування

### Командувачі
1-ша світова війна
- дивізійний генерал Едуар де Кастельно (фр. Édouard de Castelnau) (2 серпня 1914 — 21 червня 1915);
- дивізійний генерал Філіпп Петен (фр. Philippe Pétain) (21 червня 1915 — 1 травня 1916);
- дивізійний генерал Робер Нівель (фр. Robert Nivelle) (1 травня — 15 грудня 1916);
- дивізійний генерал Адольф Гійома (фр. Adolphe Guillaumat) (15 грудня 1916 — 11 грудня 1917);
- дивізійний генерал Аугусто Хішає (фр. Auguste Édouard Hirschauer) (11 грудня 1917 — 22 листопада 1918).

2-га світова війна
- армійський генерал Шарль Гюнтцигер (фр. Charles Huntziger) (2 вересня 1939 — 5 червня 1940);
- лейтенант-генерал Анрі Фреданбер (фр. Henry Freydenberg) (5 червня — 31 липня 1940).